# Joe Soto
Joe Soto (Porterville, 22 de março de 1987) é um lutador norte-americano de artes marciais mistas, atualmente compete no Peso Galo do Ultimate Fighting Championship. Ele também foi o Campeão Peso Pena Inaugural do Bellator.

## Biografia
Quanto Soto nasceu, o quarto filho, seus pais estavam quebrados financeiramente, com seu pai trabalhando como lixeiro e sua mãe como faxineira. Soto cresceu em uma família muito religiosa, indo à igreja semanalmente com sua família. Joe é descendente de mexicanos e tem muito orgulho disso.
Soto conseguiu uma bolsa atlética na Iowa Central Community College. Lá Soto lutou com Jon Jones e o também descendente de mexicanos Cain Velasquez. Soto e Jones também foram colegas de quarto durante seus anos de calouros e segundo ano.

## Artes Marciais Mistas
Soto começou nas artes marciais mistas após encontrar outro lutador e aceitar treinar com ele em sua garagem. Soto começou a treinar e fez sua primeira luta no Gladiator Challenge. Soto venceu na metade do primeiro round por nocaute técnico. Soto acumulou um recorde de 4-0 antes de assinar com o Bellator MMA.

### Bellator MMA
Soto assinou com o Bellator MMA para entrar no Torneio de Penas da 1ª Temporada. Ele fez sua estreia derrotando Ben Greer no Bellator 1.
Na luta de semifinal, que aconteceu em 8 de Maio no Bellator 6, ele dominou Wilson Reis desde o começo com defesas de quedas impecáveis e trocação superior. Apesar de ser faixa marrom de Jiu Jitsu Brasileiro e único Campeão Peso Pena do EliteXC, Reis não conseguiu levar a luta para o chão.
Soto avançou a final do torneio e enfrentou Yahir Reyes. Soto venceu a luta por finalização no segundo round e se tornou o primeiro Campeão Peso Pena Inaugural do Bellator. Dias antes da luta, Soto cortou sua pálpebra no aquecimento do treino de wrestling e teve que ir ao hospital. Sabendo que não havia escolhas a não ser levar pontos, ele e seus amigos foram a um salão de beleza para cobrir o corte com maquiagem. Enquanto o médico estava inspecionando Soto, seus amigos fizeram piadas para distrair o especialista para ele não perceber o corte.
No Bellator 19, Soto enfrentou Diego Saraiva em uma "Superluta". Soto venceu a luta após os médicos dizerem que Saraiva estava incapaz de continuar devido a um corte em sua testa.
Soto fez sua primeira defesa de título na 3ª Temporada, enfrentando o vencedor da 2ª Temporada, Joe Warren. Após um dominante primeiro round, Soto foi nocauteado por Warren aos 0:33 do segundo round. Na luta, Soto sofreu um descolamento na retina e foi forçado a se afastar das lutas por quase um ano.
O CEO do Bellator, Bjorn Rebney, disse que Soto iria descer uma categoria para o Torneio de Galos da 5ª Temporada com uma vitória no Tachi Palace Fights 10. Soto perdeu para Eddie Yagin por finalização no primeiro round, e foi substituído no torneio. Após a derrota para Yagin, Soto foi liberado de seu contrato com o Bellator.

### Tachi Palace Fights
Em Janeiro de 2012 Soto conseguiu uma vitória sobre Chris David e foi colocado para lutar no Tachi Palace Fights. Soto fez sua primeira luta no TPF em 10 de Maio de 2012 contra o ex-lutador do WEC, Chad George. Soto venceu a luta por finalização no segundo round.

### Ultimate Fighting Championship
Em Agosto de 2014 Soto assinou um contrato com o UFC.
Soto era esperado para enfrentar Anthony Birchak em 30 de Agosto de 2014 no UFC 177. Porém, no dia da pesagem, Renan Barão passou mal e precisou ser hospitalizado devido ao desgaste físico imposto pela necessidade de atingir o peso permitido. Soto entrou em seu lugar e enfrentou o campeão T.J. Dillashaw no evento principal. Ele foi derrotado por nocaute no quinto round.
Soto enfim enfrentou Anthony Birchak em 6 de Junho de 2015 no UFC Fight Night: Boetsch vs. Henderson. Ele foi derrotado por nocaute no primeiro round.

## Títulos

### Artes marciais mistas
- Tachi Palace Fights
  - Título Peso Galo do TPF (Uma vez)
- Bellator MMA
  - Cinturão Peso Pena do Bellator (Uma vez; primeiro)
  - Vencedor do Torneio de Penas da 1ª Temporada

### Wrestling amador
- National Junior College Athletic Association
  - Finalista do Campeonato Colegial do NJCAA
  - 3° colocado do Campeonato Colegial do NJCAA
  - All-American do NCJAA (2006; 2007)
- National High School Coaches Association
  - All-American Sênior no NHSCA
- California Interscholastic Federation
  - Campeonato Estadual do Ensino Médio do CIF (2005)
  - All-State do CIF (2003, 2005)
  - Campeonato Central do CIF (2005)

## Cartel no MMA
| Cartel no MMA   |             |            |
| 23 lutas        | 18 vitórias | 5 derrotas |
| Por nocaute     | 5           | 3          |
| Por finalização | 10          | 1          |
| Por decisão     | 3           | 1          |

| Res.    | Cartel | Oponente         | Método                                               | Evento                                            | Data       | Round | Tempo | Local                   | Notas                                                               |
| ------- | ------ | ---------------- | ---------------------------------------------------- | ------------------------------------------------- | ---------- | ----- | ----- | ----------------------- | ------------------------------------------------------------------- |
| Derrota | 18-7   | Iuri Alcântara   | Nocaute Técnico (chute no corpo, cotovelada e socos) | UFC Fight Night: Machida vs. Anders               | 03/02/2018 | 1     | 1:06  | Belém                   |                                                                     |
| Derrota | 18-6   | Brett Johns      | Finalização (chave de panturrilha)                   | The Ultimate Fighter: A New World Champion Finale | 01/12/2017 | 1     | 0:30  | Las Vegas, Nevada       |                                                                     |
| Vitória | 18-5   | Rani Yahya       | Decisão (unânime)                                    | UFC Fight Night: Belfort vs. Gastelum             | 11/03/2017 | 3     | 5:00  | Fortaleza               |                                                                     |
| Vitória | 17-5   | Marco Beltrán    | Finalização (chave de calcanhar)                     | The Ultimate Fighter: América Latina 3            | 06/11/2016 | 1     | 1:37  | Cidade do México        |                                                                     |
| Vitória | 16-5   | Chris Beal       | Finalização (mata leão)                              | UFC Fight Night: MacDonald vs. Thompson           | 18/06/2016 | 3     | 3:39  | Ottawa, Ontário         |                                                                     |
| Derrota | 15-5   | Michinori Tanaka | Decisão (dividida)                                   | UFC 195: Lawler vs. Condit                        | 02/01/2016 | 3     | 5:00  | Las Vegas, Nevada       |                                                                     |
| Derrota | 15-4   | Anthony Birchak  | Nocaute (cotoveladas e socos)                        | UFC Fight Night: Boetsch vs. Henderson            | 06/06/2015 | 1     | 1:37  | New Orleans, Louisiana  |                                                                     |
| Derrota | 15-3   | T.J. Dillashaw   | Nocaute (chute na cabeça e soco)                     | UFC 177: Dillashaw vs. Soto                       | 30/08/2014 | 5     | 2:20  | Sacramento, California  | Estreia no UFC; Pelo Cinturão Peso Galo do UFC.                     |
| Vitória | 15-2   | Terrion Ware     | Finalização (estrangulamento norte/sul)              | Tachi Palace Fights 20                            | 07/08/2014 | 3     | 2:48  | Lemoore, California     |                                                                     |
| Vitória | 14-2   | Jeremiah Labiano | Nocaute Técnico (interrupção médica)                 | Tachi Palace Fights 18                            | 06/02/2014 | 3     | 4:16  | Lemoore, California     | Ganhou o Título Peso Galo Vago do TPF.                              |
| Vitória | 13-2   | Cory Vom Baur    | Finalização (guilhotina)                             | TPF 17: Fall Brawl                                | 14/11/2013 | 1     | 4:36  | Lemoore, California     |                                                                     |
| Vitória | 12-2   | Chad George      | Finalização (guilhotina)                             | TPF 13: Unfinished Business                       | 10/05/2012 | 2     | 2:01  | Lemoore, California     |                                                                     |
| Vitória | 11-2   | Chris David      | Finalização (mata leão)                              | TWC 13: Impact                                    | 27/01/2012 | 2     | 4:28  | Porterville, Califórnia |                                                                     |
| Vitória | 10-2   | Romeo McCovey    | Decisão (unânime)                                    | NFF - Norcal Fight Fest                           | 15/10/2011 | N/A   | N/A   | Blue Lake, Califórnia   |                                                                     |
| Derrota | 9-2    | Eddie Yagin      | Finalização (guilhotina)                             | Tachi Palace Fights 10                            | 05/08/2011 | 1     | 2:00  | Lemoore, California     | Pelo Título Peso Pena Vago do TPF.                                  |
| Derrota | 9-1    | Joe Warren       | Nocaute (joelhada e socos)                           | Bellator 27                                       | 02/09/2010 | 2     | 0:33  | San Antonio, Texas      | Perdeu o Cinturão Peso Pena do Bellator.                            |
| Vitória | 9-0    | Diego Saraiva    | Nocaute Técnico (interrupção médica)                 | Bellator 19                                       | 20/05/2010 | 1     | 5:00  | Grand Prairie, Texas    | Luta não válida pelo título.                                        |
| Vitória | 8-0    | Mike Christensen | Finalização (gogoplata)                              | Tachi Palace Fights 1: Most Wanted                | 08/10/2009 | 1     | 2:06  | Lemoore, California     |                                                                     |
| Vitória | 7-0    | Yahir Reyes      | Finalização (mata leão)                              | Bellator 10                                       | 05/06/2009 | 2     | 4:11  | Ontario, California     | Final do Torneio de Penas; Ganhou o Cinturão Peso Pena do Bellator. |
| Vitória | 6-0    | Wilson Reis      | Decisão (unânime)                                    | Bellator 6                                        | 08/05/2009 | 3     | 5:00  | Robstown, Texas         | Semifinal do Torneio de Penas da 1ª Temporada.                      |
| Vitória | 5-0    | Ben Greer        | Nocaute Técnico (socos)                              | Bellator 1                                        | 03/04/2009 | 1     | 3:40  | Hollywood, Florida      | Quartas de Final do Torneio de Penas da 1ª Temporada.               |
| Vitória | 4-0    | Anthony Luna     | Finalização (kimura)                                 | Gladiator Challenge 86: Day of the Dead           | 02/11/2008 | 1     | 0:33  | Miami, Florida          |                                                                     |
| Vitória | 3-0    | Brandon Jinnies  | Nocaute Técnico (socos)                              | PFC 10: Explosive                                 | 26/09/2008 | 1     | 0:59  | Lemoore, California     |                                                                     |
| Vitória | 2-0    | Darren Crisp     | Finalização (chave de joelho)                        | Palace FC 9: The Return                           | 18/07/2008 | 1     | 1:08  | Lemoore, California     |                                                                     |
| Vitória | 1-0    | Jared Williams   | Nocaute Técnico (socos)                              | Gladiator Challenge 53: Hell Storm                | 16/07/2006 | 1     | 3:26  | Porterville, Califórnia |                                                                     |